# Ryan McCluskey
Ryan McCluskey (...) è un attore statunitense.

## Filmografia
- Resident Evil (2002)
- Nuclear Target (2005)
- The Contractor - Rischio supremo (The Contractor), regia di Josef Rusnak (2007)

### Televisione
- Anaconda 3 - La nuova stirpe (Anaconda III), regia di Don E. FauntLeRoy - film TV (2008)
- Blood in the Water  (2009) (film per la televisione)

## Doppiatori italiani
Nelle versioni in italiano delle opere in cui ha recitato, Ryan McCluskey è stato doppiato da:
- Gianfranco Miranda in The Contractor - Rischio supremo
- Alessio Cigliano in Leverage - Consulenze illegali

Da doppiatore è stato sostituito da:
- Andrea De Nisco in Killzone 2